# Shamim Azad
Shamim Azad (en bengalí: শামীম আজাদ: শামীম আজাদ; 11 de noviembre de 1952 (72 años) es una poeta bangladés bilingüe británica, cuentista y escritora.

## Primeros años
Nació en Mymensingh, Daca, Bengala del Este (hoy Bangladés) (ciudad donde su padre trabajaba) su ciudad natal es Sylhet. Pasó sus estuios de media del Jamalpur Instituto de Niñas en 1967 y su licenciatura por la Tangail Kumudini College en 1969. Se matriculó en la Universidad de Daca y obtuvo su grado con honores en 1972 y la maestría en 1973.
En 1990, Azad se mudó a Inglaterra.

## Carrera
Sus rangos de trabajo van de historias folclóricas de Bangladés a Europa. Fusiona las líneas entre la educación y la diversión y sus talleres están basados en el folclore asiático, patrimonio y tradiciones orales.
Ha publicado 14 libros que incluyen novelas, colecciones de cuentos, ensayos y poemas en inglés y en bengalí y ha sido incluida en varias antologías como Poesía sudasiática británica, Mi Nacimiento No Fue en vano, Velocidad, Emlit Proyecto y Lenguas Maternas. Escribió dos obras para Teatro de Luna Media. Ha trabajado con compositores como Richard Blackford, Kerry Andrew, el coreógrafo Rosemary Lee, artista visual Robin Whitemore y la dramaturga Mary Cooper.
Ha actuado en los escenaris como el Museo de Londres, Cambridge Water Stone, Radio Libertad, Battersea Centro de arte, Lauderdale Casa, Commonwealth Institute, Biblioteca británica, Consejo británico de Bangladés, Takshila, en Pakistán y Nueva York. Su residencia docente ha incluido a Universidad de Verano Torre Hamlets, Sunderland Biblioteca de Ciudad y Centro de arte, Artes de Lado Del este, Sociedad de Poesía, Magic Me, Rich Mix, Kinetika, Bromley por Centro de Lazo, Teatro de Luna Media, Apples & Snakes.
Azad es administardora de caridad Una Acción Mundial y Rich Mix en Bethnal Verde, Londres. Es una gobernadora escolar y presidenta de Bishwo Shahitto Kendro (Centro de Literatura Mundial) en Londres. Es parte del grupo de narración East, que invita a residentes locales a unirse en compartir algunas historias reunidas por la rica y diversa historia de la inmigración del Eastend,.

## Premios
Recibió la Bangladés "Bichitra Premio" en 1994, "Año del Premio" de Artista de Artes de Londres en 2000, "Sonjojon- Un Rouf" Premio en 2004, y Reino Unido "Premio Cívico" en 2004.

## Vida personal
Azad vive en Wanstead, Redbridge, Londres.

## Obra

### Novelas e historias
| Año  | Título                        |
| ---- | ----------------------------- |
| 1988 | Shirno Shuktara               |
| 1989 | Dui Romonir Moddhoshomoy      |
| 1991 | Arekjon                       |
| 2003 | Shamim Azader Golpo Shonkolon |
| 2009 | Un Coro Vocal                 |
| 2012 | Priongboda                    |

### Poesía
| Año  | Título                                |
| ---- | ------------------------------------- |
| 1983 | Valobashar Kobita                     |
| 1984 | Sporsher Opekkha                      |
| 1988 | Él Jubok Tomar Vobisshot              |
| 2007 | Om                                    |
| 2008 | Jiol Jokhom                           |
| 2010 | Jonmandho Júpiter                     |
| 2011 | Shamim Azader Prem Opremer 100 Kobita |

### Literatura infantil
| Año  | Título                                |
| ---- | ------------------------------------- |
| 1992 | Fantasma de rayuela (con Mary Cooper) |
| 1994 | La Balsa                              |
| 2000 | La Vida de Señor Aziz                 |
| 2012 | Boogly El Burgundy Cheetah            |

### Colecciones de poesía y traducciones
| Año  | Título                                 |
| ---- | -------------------------------------- |
| 1998 | Poesía asiática Del sur británica      |
| 2001 | Mi Nacimiento No Fue en vano           |
| 2003 | Velocidad (25 Bochorer Bileter Kobita) |
| 2008 | El Majestic Noche                      |